# Macht euch keine Sorgen!
Macht euch keine Sorgen! ist der Titel eines deutschen Filmdramas, welches im Auftrag des WDR produziert wurde. Der Film wurde am 25. Oktober 2017 auf den Hofer Filmtagen uraufgeführt. Erstmals gesendet wurde er am 11. April 2018 in der ARD.

## Handlung
Die Familie Schenk lebt ein unspektakuläres Leben in einem Berliner Vorort. Eines Tages stehen Beamte des Landeskriminalamts und Kommissar Matthias Lehnert vor der Wohnung und durchsuchen das Zimmer des jüngsten Sohnes, Jakob. Dieser soll sich, haben die Ermittlungen ergeben, im Nahen Osten dem Islamischen Staat angeschlossen haben. Recherchen der Eltern in Spanien, wo sich Jakob zusammen mit seinem Freund Sebastian im Urlaub aufhalten soll, ergeben, dass Jakob nicht dort ist. Zusammen mit Jakobs älterem Bruder David beginnen Stefan und Simone Schenk im Privatleben von Jakob zu ermitteln. Dabei finden sie heraus, dass Jakob tatsächlich mit einem anderen Bekannten, Falk, in den Nahen Osten gereist ist. Sein Interesse am Islam, das er zuletzt immer wieder gezeigt hat, war demnach nicht eine Art von Spleen.
Stefan und David Schenk reisen in den Nahen Osten, um Jakob zu suchen. Nach einer langen und gefahrvollen Suche gelingt es einem Restaurantbesitzer, Herrn Hadad, Geld zukommen zu lassen. Unmittelbar darauf ist Jakob auch wieder da. Sie reisen zurück nach Deutschland. Doch die Probleme fangen erst jetzt an. Warum googelt Jakob im Internet nach der Adresse eines jüdischen Restaurants? Wo verbringt er meist seine Nachmittage? Spannungen innerhalb seiner Familie aber auch in der Badmintonmannschaft, in der Jakob seine Trainingseinheiten absolviert, nehmen zu. Können die Eltern Jakob trauen? Können die Arbeitgeber von Stefan und Simone Schenk den beiden trauen? Erst im Lauf der Zeit beginnt sich das Verhältnis zu entspannen. Die Frage von Stefan, ob Jakob noch immer beten würde, verneint dieser. Eines Abends, als Stefan das Zimmer von Jakob betritt, betet dieser auf einem Gebetsteppich in Richtung Mekka.
Der Film lässt bewusst die Frage offen, inwieweit Jakob noch immer unter dem Einfluss des IS steht.

## Hintergrundinformationen
Die Dreharbeiten nahmen einen Monat in Anspruch und dauerten vom 7. Juni bis zum 7. Juli 2017. Gedreht wurde in Berlin, aber auch in den Palästinensischen Autonomiegebieten, darunter in Jericho.